# 戴超 (1964年)
戴超（1964年10月—），男性，汉族，甘肃金塔人，1986年9月参加工作，1989年7月加入中国共产党，中共甘肃省委党校研究生学历。中华人民共和国政治人物。

## 人物经历
戴超早年在兰州化工学校自动化仪表专业学习，毕业后回到家乡酒泉地区任职，1999年转战政界，成为中共酒泉地区玉门市党委常委、副市长，2002年，出任中共安西县委副书记、县长，2006年2月，安西县易名为瓜州县后留任县长，成为安西易名后的首任县长，在任期间，戴超因为积极主持瓜州县开展擁軍優屬擁政愛民活动，于2006年获得“双拥工作先进个人拥军优属工作先进个人”荣誉称号。当年10月，戴超更升任成为中共瓜州县委书记。
2008年，戴超升任中共酒泉市委常委、统战部部长，2010年5月，转任中共临夏州委常委、常务副州长，2011年，升任中共临夏州党委副书记。
2015年5月，戴超来到甘肃省会兰州，成为国有企业甘肃省文化产业发展集团的中共党委书记。2016年，转任甘肃省发展和改革委员会副主任、党组副书记。
2017年，戴超来到定西市，任该市党委副书记及市长，2021年7月，接替赴甘肃省人大任职的唐曉明，成为中共定西市委书记。2022年5月，戴超当选为中共二十大代表。
2023年1月，在甘肃省第十四届人民代表大会第一次会议上，当选为甘肃省人大常委会副主任。